# Eparchie syzraňská
Eparchie syzraňská je eparchie ruské pravoslavné církve nacházející se v Rusku.

## Území a titul biskupa
Zahrnuje správní hranice území městského okruhu Syzraň a Okťabrsk, také Syzraňského a Šigonského rajónu Samarské oblasti.
Eparchiálnímu biskupovi náleží titul biskup syzraňský a šigonský.

## Historie
V reakci na první výzvu pravoslavných farností Syzraně aby byl zřízen samostatný syzraňský stolec, s usnesením z 9. září 1923 převedl patriarcha Tichon farnosti pod jurisdikci samarské eparchie a umožnil jim organizovat dočasnou církevní správu. V září stejného roku byl zatčen samarský biskup Anatolij (Grisjuk) a úřady bylo zakázáno organizovat církevní správu. V říjnu téhož roku byla poslali zástupci syzraňské církevní obce žádost patriarchovi o jmenování nového biskupa.
Dne 17. prosince 1923 byla znovu odeslána žádost o zřízení samostatného stolce aby bylo možné zastavit odchod duchovenstva a laiků k renovačnímu schizmatu.
Dne 25. prosince 1923 byl patriarchou Tichonem a Prozatímním patriarchálním Svatým synodem vydán dekret o vyslání šadrinského biskupa Ierofeje (Afonina) do Syzraně, který v té době dočasné spravoval jekatěrinburskou eparchii. Krátce před tím odjel z Moskvy a na cestě do Syzraně byl zatčen. Po krátké době věznění ho úřady vykázali z města a byl mu zakázán přístup i do celého jekatěrinburského území. Dne 27. prosince byl biskup Ierofej propuštěn ze svého jmenování. Novým biskupem do nově zřízeného vikariátu byl jmenován Trofim (Jakobčuk).
Roku 1928 se Syzraň možná stal samostatnou eparchií.
Po popravě biskupa Varlaama (Kozulji) roku 1937 nebyl vikariát obsazen.
Dne 25. listopadu 1965 byl Svatým synodem jmenován archimandrita Ioann (Snyčjov) za biskupa syzraňského a vikáře kujbyševské eparchie. Dne 31. ledna 1991 došlo ke zrušení vikariátu a eparchie kujbyševská získala titul eparchie samarská a syzraňská.
Dne 4. května 2017 byla rozhodnutím Svatého synodu zřízena samostatná syzraňská eparchie oddělením území ze samarské eparchie. Stala se součástí samarské metropole.
Dne 9. července 2019 byly Svatým synodem městský okruh Žiguljovsk a pravobřežní část Stavropolského rajónu převedeny do nově vzniklé toljattinské eparchie.

## Seznam biskupů

### Syzraňský vikariát simbirské eparchie
- 1923–1923 Ierofej (Afonin), svatořečený mučedník
- 1923–1924 Trofim (Jakobčuk)
- 1924–1925 Serafim (Siličev)
- 1925–1926 Amvrosij (Kazanskij)
- 1926–1928 Avraamij (Čurilin)

### Syzraňská eparchie
- 1928–1928 Serafim (Protopopov)
- 1928–1930 Ioasaf (Šiškovskij-Drylevskij)
- 1930–1931 Avgustin (Běljajev), svatořečený mučedník
- 1931–1931 Alexij (Stěpanovič Orlov), svatořečený mučedník
- 1931–1932 Innokentij (Kloděckij), dočasný administrátor
- 1932–1932 Pavel (Čistjakov)
- 1933–1934 Fostirij (Maximovskij)
- 1934–1937 Petr (Gasilov)
- 1937–1937 Varlaam (Kozulja)

### Syzraňský vikariát kujbyševské eparchie
- 1965–1969 Ioann (Snyčjov)

### Syzraňská eparchie
- 2017–2019 Foma (Mosolov)
- 2019–2019 Sergij (Poletkin), dočasný administrátor
- 2019–2024 Leontij (Kozlov)
- 2024–2024 Sergij (Poletkin), dočasný administrátor
- od 2024 Antonij (Podorovskij)